# Plan de guerre des États-Unis
Les plans de guerre développés par les États-Unis sous le nom de « plans de guerre code couleur » (en anglais Color-coded War Plans) correspondent à une planification stratégique du département de la Guerre des États-Unis (War Plans Division).
Leur définition eut lieu durant la première moitié du XXe siècle et s'acheva avec les redéfinitions géopolitiques liées à la guerre froide.
Concrètement la période de développement de ces planifications théoriques est donc celle entre la première et la seconde guerre mondiale, et prend sa valeur historique dans la considération que les États-Unis acquièrent graduellement une conscience stratégique à l'échelle du Globe.
Cette liste d'hypothèses conflictuelles est en effet antérieure à la confrontation avec le bloc soviétique ; la géopolitique nouvelle et la suprématie induisant l'expression d'« impérialisme américain » dans le monde d'après-guerre rendirent l'ensemble de ces plans obsolètes.

## Liste des plans de guerrecode couleur
Cette liste ne vaut que jusque 1939, lors du formidable essor industriel de la Seconde Guerre mondiale, la redéfinition géopolitique du pays est totalement repensée, lire complexe militaro-industriel américain. Ceci invalide les plans, sans pour autant les déclassifier compte tenu de leur caractère secret.

### Plan de guerre Rouge
| Les Bleus contre les Rouges : l'Europe au temps du rideau de fer. Légende : - Bleu : « Monde libre », alliés des États-Unis - Noir : « Rideau de fer » - Rouge : « Bloc communiste » |

Le plan de guerre rouge (War plan red) ou parfois plan de guerre écarlate (war plan crimson) envisage une guerre contre l'Empire britannique, et en particulier l'invasion du Canada.
Il était inapproprié de conserver  ce plan après la signature de la charte de l'Atlantique en août 1941 avait réuni les Alliés, puis, après-guerre, l'alliance du Royaume-Uni, des États-Unis et du Canada, sous l'égide de l'OTAN face à la perception de la menace soviétique ; les « rouges » ne désignaient plus les uniformes de l'armée coloniale britannique mais le drapeau de l'URSS. Diplomatiquement gênant pour les bonnes relations avec les ambassadeurs canadiens, le War Plan Red fut déclassifié en 1974. Les nouveaux plans de bataille sur le théâtre européen impliquaient de nouveaux bleus et rouges : respectivement les forces de l'OTAN et celles du pacte de Varsovie.

### Autres plans

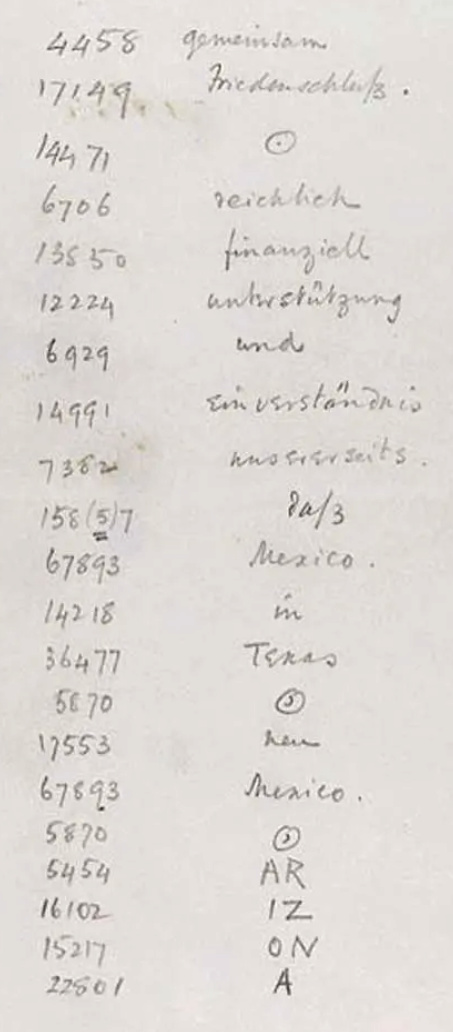
Le télégramme Zimmermann, message codé d'une proposition d'alliance entre l'Empire allemand et le Mexique contre les États-Unis en janvier 1917, précipite l'entrée des États-Unis dans la Première Guerre mondiale.

- Le plan de guerre blanc préparait la réaction à des révoltes intérieures aux États-Unis, et plus tard a évolué en l'opération Garden Plot, le plan militaire général des États-Unis pour les perturbations civiles et les manifestations. Certaines parties du plan de guerre blanc ont été employées en 1932 pour faire face à la Bonus Army, mouvement de marche vers Washington des anciens combattants de 1917-1918[2].
- Plan de guerre gris. Il y eut deux plan gris. Le premier préparait l'invasion d'une des républiques des Caraïbes et le second l'invasion des Açores.
- Le plan de guerre violet préparait l'invasion d'une république d'Amérique centrale ou peut être d'une guerre contre l'URSS (il a pu y avoir eu deux violet différents).
- Le plan de guerre vert préparait l'invasion du Mexique pour sécuriser les ressources pétrolières et pour occuper Mexico afin d'établir un gouvernement pro-américain[3].
- Le plan de guerre orange concernait une guerre avec l'empire du Japon : il est rendu invalide dès le début des campagnes du Pacifique par la destruction partielle de la flotte de Pearl Harbor et la perte des Philippines[4]
- Le plan de guerre or concernait la guerre avec la France et ses possessions dans les Caraïbes.
- Le plan de guerre noir concernait la guerre avec l'Allemagne. La version la plus connue du plan de guerre noir a été conçue comme plan d'urgence durant la Première Guerre mondiale au cas où la France tomberait et où les Allemands en profiteraient pour saisir les possessions françaises dans les Caraïbes, d'où ils pourraient lancer une attaque sur la côte est des États-Unis. De fait, entre 1940 et 1943, les États-Unis établissent une tutelle sur la Martinique pour empêcher les Allemands de s'emparer de l'île, de l'or de la Banque de France et d'une partie de la flotte française qui s'y étaient repliés[5].
- Le plan de guerre indigo impliquait l'invasion de l'Islande. En 1941, alors que le Danemark, métropole de l'Islande, était sous occupation allemande, les États-Unis ont effectivement occupé l'Islande sans combat pour en faire une base aérienne et navale pendant la bataille de l'Atlantique.
- Le plan de guerre marron gérait un soulèvement aux Philippines. En fait les Américains ont négocié en 1935 avec les indépendantistes philippins la création d'un Commonwealth des Philippines permettant une accession progressive à l'indépendance.
- Le plan de guerre jaune traitait de la guerre en Chine - plus particulièrement, la défense de Pékin et le soulagement de Shanghai durant la seconde guerre Sino-Japonaise. C'est le seul plan de cette série qui prévoit une action conjointe avec un allié, en l'espèce la Chine nationaliste[6].

## Plans arc-en-ciel
À la suite de la dégradation des relations internationales à la fin des années 1930, cinq plans, baptisées Rainbow (Arc-en-Ciel) sont élaborés entre 1938 et 1939 mais l'évolution de la situation les rend largement obsolètes lorsque les États-Unis entrent finalement en guerre en décembre 1941.

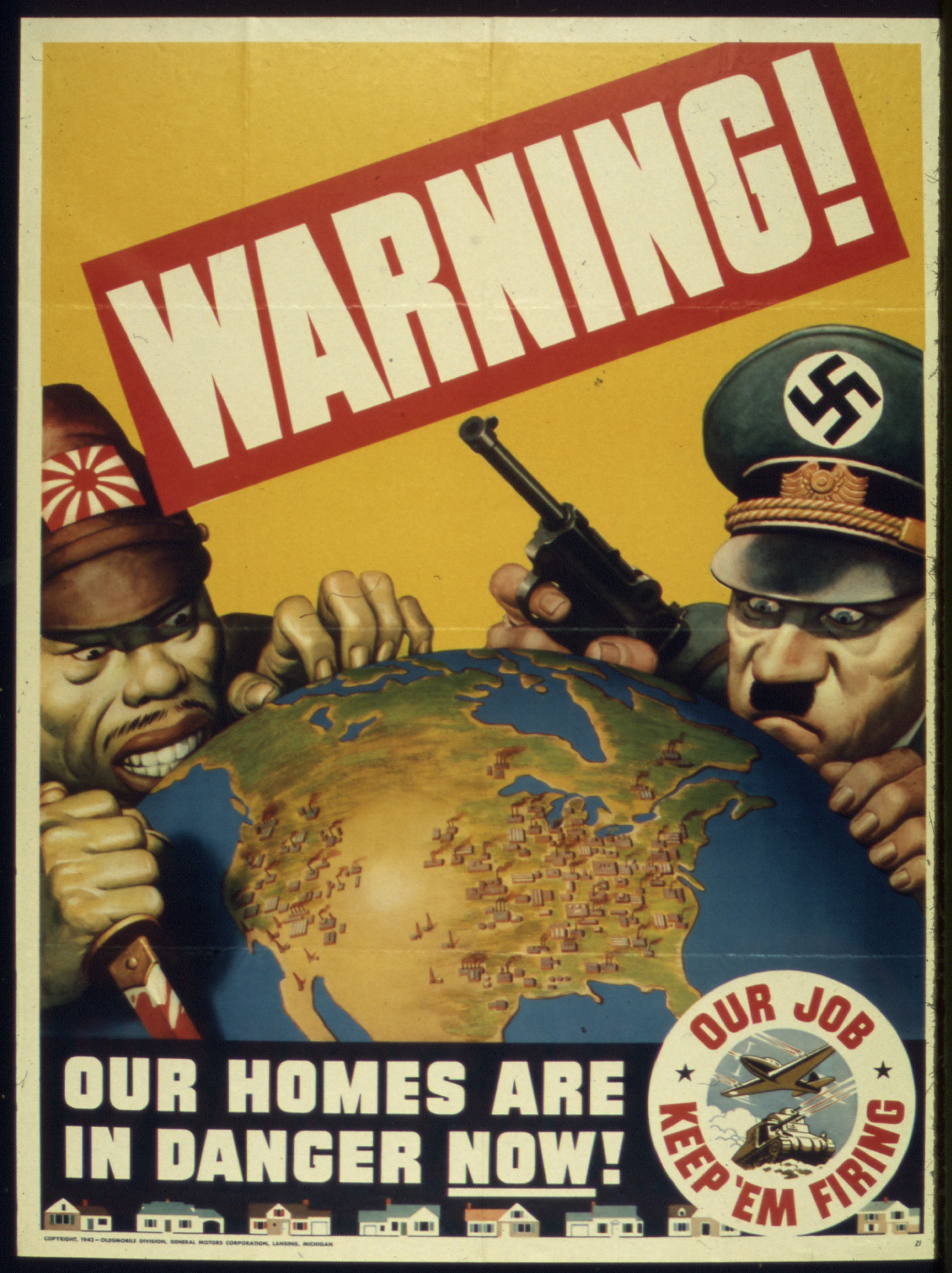
Le plan de guerre doit définir l'adversaire principal : L'Allemagne d'abord ou le Japon d'abord ? Affiche de propagande américaine émise par le War Production Board, 1942-1945.

## Plan Dog
Un mémorandum, appelé Plan Dog, écrit par l'amiral Harold Rainsford Stark est présenté à Roosevelt en 1940. Quatre options majeures sont retenues :
- Attitude purement défensive, concentrée exclusivement sur la défense du continent américain ;
- Pacific first donne la priorité à la défaite du Japon et préconise de rester sur la défensive en Europe ;
- Un effort équilibré entre les théâtres Asie/Pacifique et Europe/Atlantique ;
- Europe first, fait porter l’effort principal sur la maîtrise du continent Européen pour empêcher l'Allemagne de dominer celui-ci en s'emparant du Heartland euroasiatique.

C'est la dernière option, mitigée par des aspects de la troisième, qui a été retenue lors du conflit : en lire les détails décisionnels dans l'article Victory Program.

## Relativisation
En outre, il y eut des combinaisons de code couleur telles que Rouge-Orange, qui furent rendues nécessaires par l'expiration de l'alliance militaire Anglo-Japonaise en 1924.
Plusieurs des plans de guerre sont purement hypothétiques, considérant l'état des relations internationales dans les années 1920. Souvent, des officiers ont été chargés de mettre à jour les plans pour les maintenir occupés (particulièrement vrai dans le cas du plan de guerre cramoisi, Crimson).
Le Congrès des États-Unis n'ayant jamais financé une équipe de planification de guerre adéquate entre 1920 et 1938, les colonels et les nouveaux généraux de brigade de l'Army War College effectuèrent une grande partie du travail sur les plans de guerre au cours des deux décennies de l'entre-deux-guerres, sous forme d'exercices pour étudiants. Une partie fut également confiée à l'École d'état-major et de commandement, ainsi qu'à d'autres organisations. À titre de comparaison, la Division des plans de guerre de l'US Army, au plus bas du financement du département de la Guerre en 1938, comptait moins de 20 officiers et 125 employés civils et militaires du rang. En 1942, la Division de planification de guerre de l'US Army et les organismes de soutien comptaient près de 15 000 personnes, chargés de planifier et de coordonner une guerre mondiale. Ce sous-financement des années 1920 et 1930 laissa les divers plans de guerre insuffisants à tous égards, ce qui entraîna de graves problèmes lorsque les États-Unis entamèrent la mobilisation à l'automne 1940.
Les partisans de l'isolationnisme au Congrès s'assurèrent que ces plans restent dans leurs coffres secrets, le débat restant observable jusqu'à la veille du 7 décembre 1941, quoique les crédits militaires aient monté dès mai 1940 avec la défaite de l'armée française, activant l'industrie de guerre nationale.